# سیارک ۷۸۴

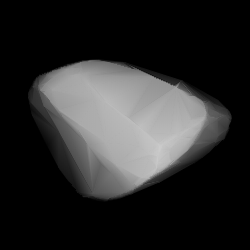
مدل سه‌بُعدی سیارک ۷۸۴ بر اساس منحنی نور آن

سیارک ۷۸۴ (به انگلیسی: 784 Pickeringia، نامگذاری:1914UM) هفتصد و هشتاد و چهارمین سیارک کشف شده‌است که در ۲۰ مارس ۱۹۱۴ کشف شد.
قدر مطلق سیارک برابر ۹٫۰۰ است.